# Efferia cellatus
Efferia cellatus este o specie de muște din genul Efferia, familia Asilidae. A fost descrisă pentru prima dată de Ignaz Rudolph Schiner în anul 1868. Conform Catalogue of Life specia Efferia cellatus nu are subspecii cunoscute.